# Гробов, Анатолий Александрович
Анатолий Александрович Гробов (1916—1943) — старший лейтенант Рабоче-крестьянской Красной Армии, участник Великой Отечественной войны, Герой Советского Союза (1943).

## Биография
Анатолий Гробов родился 6 мая 1916 года в посёлке Верхняя Тура (ныне — город в Свердловской области) в семье служащего. В 1936 году окончил Талицкий лесотехнический техникум, после чего работал лесоводом Верхнетуринского леспромхоза. В 1938 году Гробов был призван на службу в Рабоче-крестьянскую Красную Армию. С октября 1941 года — на фронтах Великой Отечественной войны. В 1942 году он окончил курсы младших лейтенантов инженерных войск. К сентябрю 1943 года гвардии старший лейтенант Анатолий Гробов командовал сапёрной ротой 46-го гвардейского отдельного сапёрного батальона 42-й гвардейской стрелковой дивизии 40-й армии Воронежского фронта. Отличился во время битвы за Днепр.
В ночь с 23 на 24 сентября 1943 года, обеспечивая форсирование Днепра в районе села Гребени Кагарлыкского района Киевской области Украинской ССР, с первой группой сапёров Гробов переправился через Днепр и, несмотря на массированный вражеский огонь, в кратчайшие сроки силами своей роты построил переправу через реку для советских войск.
Указом Президиума Верховного Совета СССР от 29 октября 1943 года гвардии старший лейтенант Анатолий Гробов был удостоен высокого звания Героя Советского Союза с вручением ордена Ленина и медали «Золотая Звезда».
Погиб в бою 24 декабря 1943 года. Похоронен в братской могиле в селе Рожев Макаровского района Киевской области.
Был также награждён орденами Отечественной войны 1-й степени и Красной Звезды. В Верхней Туре в честь Гробова названа улица и установлен обелиск.